# 呂文顕
呂文顕（呂文顯、りょ ぶんけん、生没年不詳）は、南朝斉の寵臣。本貫は臨海郡。

## 経歴
はじめ宋の孝武帝の下で斎幹直長となった。昇明初年、蕭道成の下で録尚書事となり、殿中侍御史に累進した。羽林監となり、蘭陵県丞を兼ねた。後に龍驤将軍・秣陵県令となり、劉陽県男に封じられた。
永明元年（483年）、寧朔将軍・中書通事舎人に任じられた。永明3年（485年）、南清河郡太守を兼ね、茹法亮らとともに舎人として宮中を出入りし、ともに武帝に信任された。四方から贈答を受け取って、広大な邸宅を造営し、その庭園には山を築き池を開いた。このころ文顕を含む武帝に仕えた中書舎人4人は「四戸」と称されて権勢をふるった。王倹は「これ禍いは四戸による」と言って武帝を諫め、武帝もそれを認めたが、かれらを掣肘することはできなかった。永明5年（487年）、文顕は建康県令となり、長水校尉に転じ、南泰山郡や南譙郡の太守を兼ねた。ほどなく司徒中兵参軍となり、淮南郡太守を兼ねたが、なおも舎人として宮中に宿直した。左中郎将や南東莞郡太守を歴任し、右軍将軍の号を受けた。
廃帝蕭昭業や蕭昭文のもとで西昌侯蕭鸞が輔政の座につくと、文顕は少府を代行して、蕭鸞に任用された。明帝（蕭鸞）の建武年間や東昏侯の永元年間には、尚書右丞や少府卿に上った。後に在官のまま死去した。

## 伝記資料
- 『南斉書』巻56 列伝第37
- 『南史』巻77 列伝第67